# Мерсье, Сандрин
Сандри́н Мерсье́ (фр. Sandrine Mercier; род. 1962) — швейцарская кёрлингистка.
В составе женской сборной Швейцарии участница трёх чемпионатов мира (наивысшее занятое место — бронзовые медали в 1992). Трёхкратная чемпионка Швейцарии среди женщин.
Играла на позиции первого.

## Достижения
- Чемпионат мира по кёрлингу среди женщин: бронза (1992).
- Чемпионат Швейцарии по кёрлингу среди женщин: золото (1992, 1993, 1994).

## Команды
| Сезон   | Четвёртый       | Третий      | Второй           | Первый         | Запасной              | Турниры                      |
| ------- | --------------- | ----------- | ---------------- | -------------- | --------------------- | ---------------------------- |
| 1991—92 | Джанет Хюрлиман | Ангела Луц  | Лоранс Бидо      | Сандрин Мерсье |                       | ЧШЖ 1992 · ЧМ 1992           |
| 1992—93 | Джанет Хюрлиман | Ангела Луц  | Лоранс Бидо      | Сандрин Мерсье | Лоранс Морисетти (ЧМ) | ЧШЖ 1993 · ЧМ 1993 (7 место) |
| 1993—94 | Ангела Луц      | Лоранс Бидо | Лоранс Морисетти | Сандрин Мерсье | Клод Оризе (ЧМ)       | ЧШЖ 1994 · ЧМ 1994 (6 место) |

(скипы выделены полужирным шрифтом)